# Uragano Agnes
L'uragano Agnes fu la prima tempesta tropicale e il primo uragano della stagione degli uragani atlantici 1972.
Dopo essersi formato in un tempo raro per gli uragano (metà giugno), devastò la Florida occidentale per poi trasferirsi verso nord-est causando, sotto forma di tempesta tropicale, danni molto seri nella regione medio-atlantica. Tuttavia, i danni più gravi si verificarono lungo il percorso che va dal Maryland fino alla zona dei Finger Lakes, nello stato di New York. Ciò è illustrato anche dalla mappa delle precipitazioni sottostante.
Agnes portò precipitazioni abbondanti lungo il suo cammino, uccidendo 130 persone e provocando 1,7 miliardi di dollari in danni, che sarebbero diventati successivamente 3 a causa della costruzione di una rete ferroviaria nelle zone colpite. Per circa sette anni, è stato considerato l'uragano che ha portato più danni, superando addirittura l'uragano Betsy (categoria 4). Tuttavia, perse questo record nel 1979, a causa dell'uragano Frederic (anch'esso di categoria 4).

## Storia della tempesta
Il 14 giugno fu rilevata sulla penisola dello Yucatán una perturbazione di grandi dimensioni. Il sistema si ammucchiò verso est e diventò una depressione tropicale dopo un giorno (15 giugno) per poi trasformarsi in una vera e propria tempesta tropicale il 16 nelle vicinanze dei Caraibi. Agnes girò verso nord il 17 giugno e diventò un uragano nel Golfo del Messico il giorno dopo. Continuando a muoversi verso nord, il 19 giugno arrivò sulle coste della Florida occidentale come uragano di categoria 1.
Agnes girò poi verso nord-est arrivando in Georgia già sotto forma di depressione tropicale. Tuttavia, riprese improvvisamente vigore ritornando allo status di tempesta tropicale quando si trovava nella Carolina del Nord. Era il 21 giugno ed Agnes cominciò a dirigersi verso l'oceano Atlantico. Però, Agnes sorprese di nuovo tutti; infatti, ritornò sulla terraferma e scatenò tutte le sue ultime forze sulla città di New York. Era il 22 giugno e, dopo la sfuriata finale su New York, si unì ad un sistema di bassa pressione e, fino al 25 giugno, portò temporali nel nord degli Stati Uniti d'America.

## Impatto

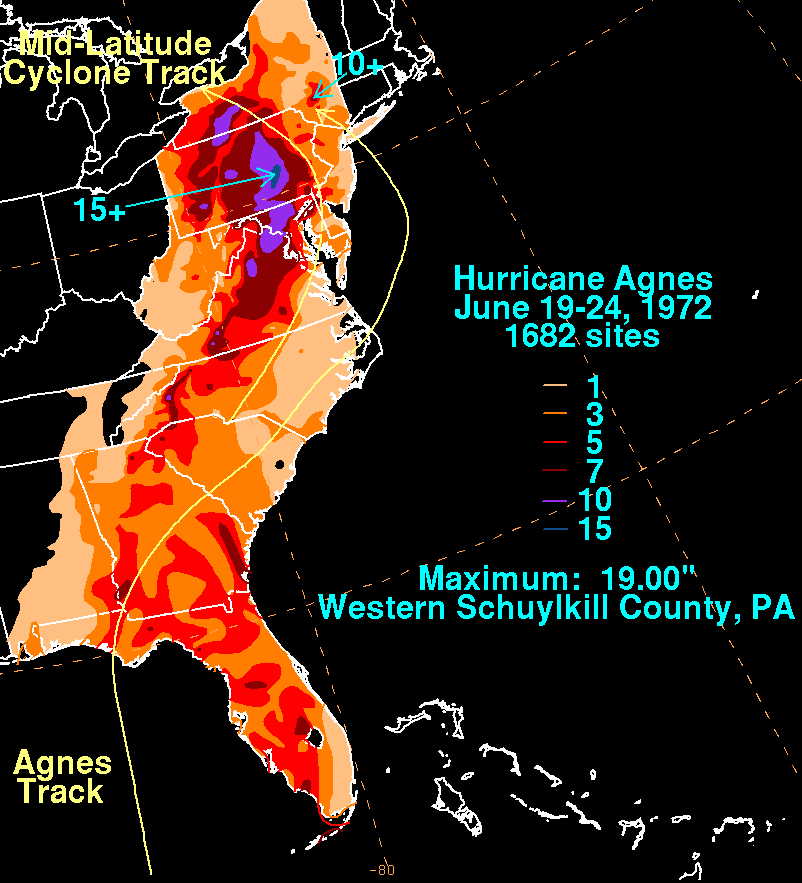
Precipitazioni totali di Agnes negli Stati Uniti

Agnes, come già detto in precedenza, arrivò in Florida quando già era diventato uragano, portando forti venti e mareggiate. Per fortuna, le conseguenze non furono molto gravi. I danni maggiori si registrarono sulla costa atlantica. Infatti, insieme ad un sistema di bassa pressione, portò violenti nubifragi facendo cadere al suolo circa 300 mm di pioggia in ogni città. La zona più colpita fu la Contea di Schuylkill (Pennsylvania), dove caddero oltre 480 mm di pioggia. Queste piogge pesanti portarono gravi inondazioni in Pennsylvania e nello stato di New York.
| Canada            | 2   |
| Cuba              | 9   |
| Florida           | 9   |
| Carolina del Nord | 2   |
| Virginia          | 13  |
| Delaware          | 1   |
| Maryland          | 19  |
| New Jersey        | 1   |
| Stato di New York | 24  |
| Pennsylvania      | 50  |
| Totale            | 130 |

Le inondazioni furono molte, spesso causate dai fiumi Genesee, Canisteo e Chemung. Gli ultimi due confluiscono nel fiume Susquehanna e la maggior parte delle inondazione ebbe luogo proprio vicino alla loro confluenza. Tanto furono forti le alluvioni che addirittura minacciarono di oltrepassare la diga Conowingo, nel Maryland. Molte città, tra cui Wilkes-Barre (Pennsylvania), subirono danni gravissimi. Dick Baumbach, un reporter del The Star Elmira Gazette (giornale poco conosciuto dello stato di New York), per scattare una fotografia alle acque agitate dei fiumi, corse il serio rischio di perdere la vita. In seguito a ciò, ebbe un premio per aver fornito maggiori informazioni sugli effetti dell'uragano. I bacini idrografici del fiume Delaware e del fiume Potomac furono inondati. Nella Chesapeake Bay arrivò molta acqua dolce a causa delle inondazioni e perciò delle specie animali, come la medusa, si estinsero in questa zona.
Un giornalista descrisse nel modo seguente i danni di Agnes a Harrisburg, in Pennsylvania (questa parte dell'articolo è stata tradotta dall'inglese): "C'è un intero isolato di case che sta bruciando adiacente al Governor's Mansion. Ci sono circa sei piedi (2.14 m) d'acqua e perciò i vigili del fuoco non possono raggiungere l'isolato. Stanno cercando di strisciare in due tubi, ma finora a nulla è servito, l'intero blocco è andato. L'unico modo per raggiungere queste case è usando una barca a remi".
Le piogge nella regione del Piedmont, del Maryland e della Virginia causarono vaste inondazioni nei bacini fluviali del Patapsco, del Potomac e del James. Le aree lungo il James a ovest di Richmond (Virginia) e ad est dei Monti Blue Ridge ricevettero enormi quantità di pioggia che superarono quelle portate dall'uragano Camille tre anni prima. Il fiume inondò Richmond causando danni per milioni di dollari. Il Patapsco straripò e distrusse case e ben 16 km della ferrovia, bloccando ad un certo punto del percorso i mezzi di trasporto fuori da Baltimora che andavano verso Annapolis. Il Maryland ebbe il più alto numero di morti di tutti e cinque gli stati che furono dichiarati devastati dal presidente Richard Nixon (Florida, Virginia, Maryland, Pennsylvania e New York). Estese inondazioni furono registrate anche nell'entroterra di Pittsburgh e in tutta la valle del fiume Ohio.
Agnes causò 122 morti negli Stati Uniti. Nove di questi furono in Florida (causati da violenti temporali), mentre gli altri furono associati alle inondazioni. La tempesta fu la responsabile di $2,1 miliardi di danni (1972 dollaro USD) negli Stati Uniti, la maggior parte dei quali causati dalle inondazioni. Di questi, oltre $2 miliardi in Pennsylvania, e $700 milioni a New York. Agnes colpì anche la parte occidentale di Cuba, dove si verificarono nove decessi. 
In Canada, l'uragano Agnes portò piogge e venti sul sud dell'Ontario e del Québec meridionale, causando numerose inondazioni attorno al lago Erie e al lago Ontario.

## Conseguenze

Resti di Agnes sul nord-est degli Stati Uniti

Agnes ebbe un impatto devastante sui binari delle ferrovie nel nordest degli Stati Uniti. Ad esempio le corse furono notevolmente ritardate e i binari completamente distrutti.
Le gravi inondazioni vicino a Lawrenceville, in Pennsylvania, furono il motivo della costruzione del bacino sul fiume Tioga nel 1973.

### Ritiro del nome
A causa degli ingenti danni e del numero di morto, il nome di Agnes fu ritirato dopo questa tempesta, e non sarà mai più utilizzato per un altro uragano atlantico.